# Темешварский эялет
Темешварский эялет (тур. Temeşvar Eyaleti) — административная единица Османской империи, существовавшая с 1552 по 1716 годы. Помимо исторического Баната в него также входили земли к северу от реки Марош и часть региона Кришана.

## История
Эялет был образован в 1552 году по приказу управлявшего европейской частью Османской империи Мехмед-паши Соколлу после того, как 26 июля 1552 года турецкая армия взяла обороняемый Иштваном Лошонци Темешварский замок. Замок стал резиденцией вали (губернатора).
В 1716 году во время австро-турецкой войны Банат был занят войсками Евгения Савойского, и по Пожаревацкому миру эти земли отошли Габсбургской монархии, образовавшей на них Темешварский банат.

## Состав
Изначально эялет делился на 11 санджаков:
- Темешварский санджак (Тимишоара)
- Чанадский санджак (Чанад)
- Липовский санджак (Липова)
- Яновский санджак (Инеу)
- Кюлевский санджак (Кюле)
- Фенлакский санджак (Фелнак)
- Бечкерекский санджак (Бечкерек)
- Чаковский санджак (Чакова)
- Панчевский санджак (Панчево)
- Модавский санджак (Молдова-Ноуэ)
- Оршовский санджак (Оршова)

В 1699 году по условиям Карловицкого мира санджаки Кюле, Янова, Фенлак, а также северные части Чанадского и Липовского санджаков перешли Габсбургской монархии. Так как по условиям этого же договора Османская империя потеряла и почти весь Эгерский эялет, то оставшаяся от него на левом берегу Тисы небольшая часть Сегедского санджака вошла в состав Темешварского эялета, и в 1700 году он состоял из пяти санджаков:
- Темешварский санджак (Тимишоара)
- Чанадский санджак (Чанад)
- Модавский санджак (Молдова-Ноуэ)
- Сегедский санджак
- Липовский санджак (Липова)

Так как Сегед — административный центр Сегедского санджака — тоже перешёл Габсбургам, то было проведено перераспределение территорий, и с 1701 года состав Темешварского эялета стал таким:
- Темешварский санджак (Тимишоара)
- Чанадский санджак (Чанад)
- Сегеш-Лагошский санджак (Карансебеш-Лугож)
- Модавский санджак (Молдова-Ноуэ)
- Оршовский санджак (Оршова)
- Липовский санджак (Липова)

С 1707 по 1713 годы эялет состоял из трёх санджаков:
- Темешварский санджак (Тимишоара)
- Сремский санджак (Сремска-Митровица)
- Смедеревский санджак (Смедерево)

## Карты

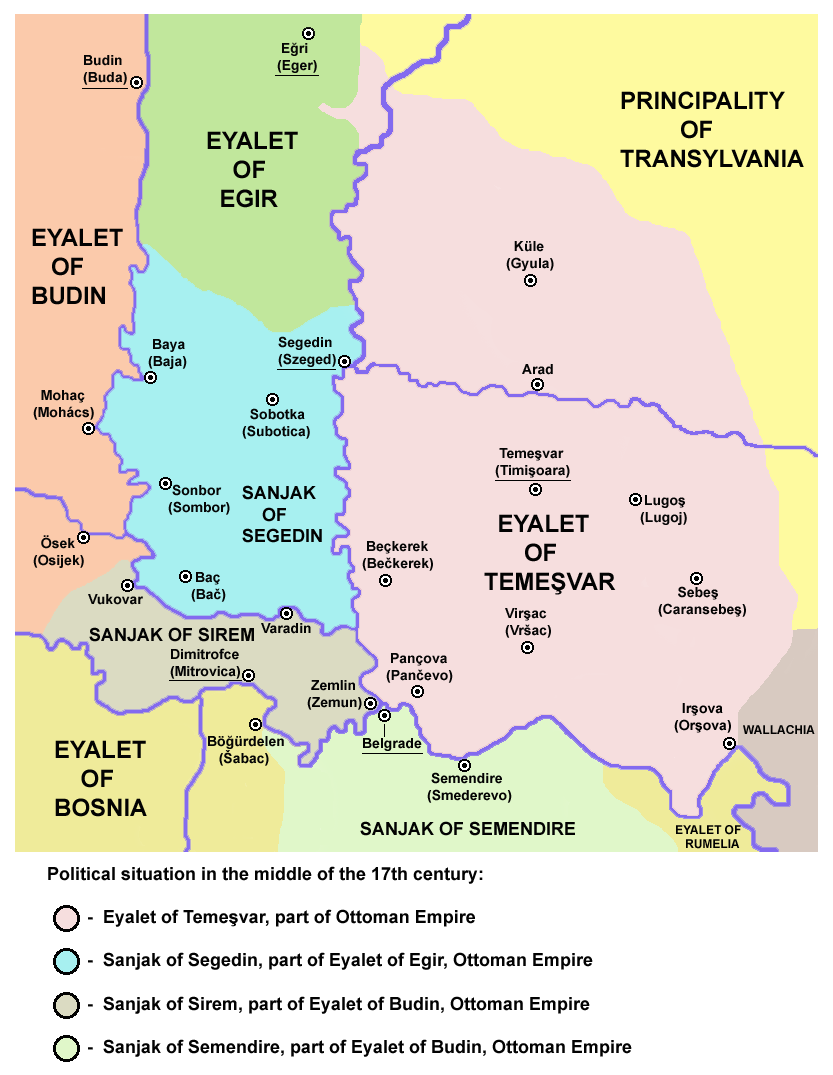
Темешварский эялет в середине XVII века
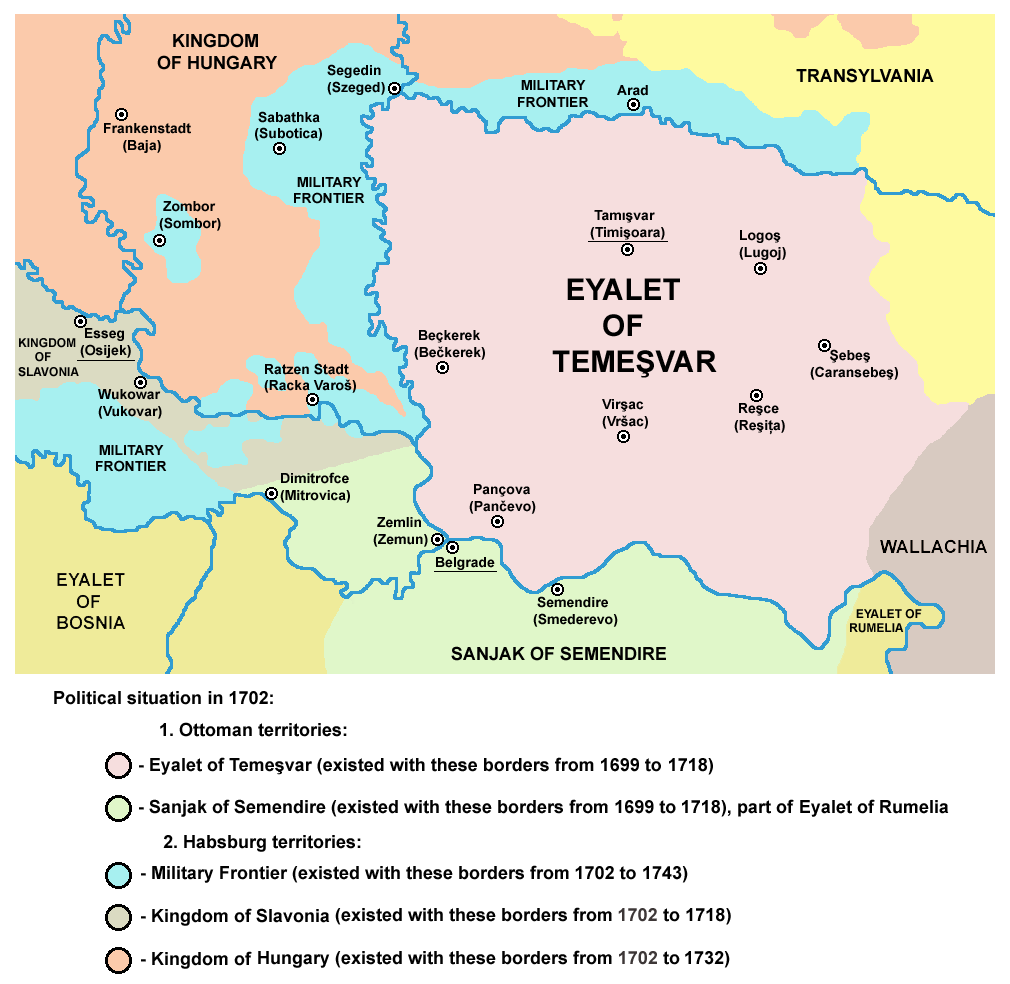
Темешварский эялет в 1699 году
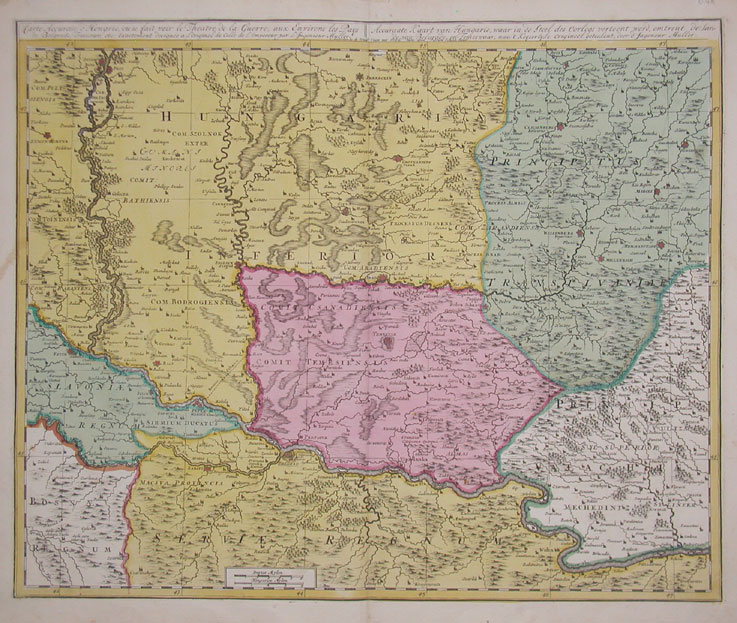
Карта 1700 года (Темешварский эялет закрашен красным)